# Bảo tàng Khu vực của Vùng Limanowa
Bảo tàng Khu vực của Vùng Limanowa (tiếng Ba Lan: Muzeum Regionalne Ziemi Limanowskiej) là một bảo tàng tọa lạc tại số 13 Phố Józefa Marka, Limanowa, Ba Lan. Bảo tàng nằm trong khuôn viên của Trang viên Mars, được xây dựng vào cuối thế kỷ 18 và đầu thế kỷ 19.

## Lịch sử
Bảo tàng Khu vực của Vùng Limanowa được thành lập vào năm 1970 theo khởi xướng của một nhóm lớn những người gắn bó với Hiệp hội Du lịch và Tham quan Ba Lan (PTTK). Chi nhánh Limanowa của Hiệp hội quản lý Bảo tàng cho đến năm 1986, sau đó Bảo tàng được thị trấn tiếp quản. Ngay từ đầu, trụ sở của Bảo tàng là Trang viên Mars.

## Triển lãm
Bộ sưu tập của Bảo tàng Khu vực của Vùng Limanowa hiện đang bao gồm các triển lãm sau:
- dân tộc học: giới thiệu truyền thống và văn hóa của Lachy Limanowskie, Lachy Sądeckie, Zagórzany và Górali Łąckie (Biała)
- lịch sử và nghệ thuật: trưng bày các hiện vật và kỷ vật có liên quan đến lịch sử của Limanowa và khu vực xung quanh, và triển lãm các tác phẩm nghệ thuật của Maksymilian Brożek, Kazimierz Kopczyński, Antoni Bieszczad, và những người khác.

## Giờ mở cửa
Bảo tàng Khu vực của Vùng Limanowa hoạt động quanh năm, mở cửa tất cả các ngày trong tuần trừ thứ Hai. Khách tham quan phải trả phí vào cửa.